# Бейтсвілл (Огайо)
Бейтсвілл (англ. Batesville) — селище (англ. village) в США, в окрузі Нобл штату Огайо. Населення — 101 особа (2020).

## Географія
Бейтсвілл розташований за координатами 39°54′49″ пн. ш. 81°16′57″ зх. д. / 39.91361° пн. ш. 81.28250° зх. д. (39.913714, -81.282513).  За даними Бюро перепису населення США в 2010 році селище мало площу 0,35 км², уся площа — суходіл. В 2017 році площа становила 0,59 км², з яких 0,59 км² — суходіл та 0,00 км² — водойми.

## Демографія
Згідно з переписом 2010 року, у селищі мешкала 71 особа в 28 домогосподарствах у складі 18 родин. Густота населення становила 201 особа/км².  Було 35 помешкань (99/км²).
Расовий склад населення:
| - 95,8 % — білих - 1,4 % — чорних або афроамериканців |

До двох чи більше рас належало 2,8 %. Частка іспаномовних становила 0,0 % від усіх жителів.
За віковим діапазоном населення розподілялося таким чином: 23,9 % — особи молодші 18 років, 59,2 % — особи у віці 18—64 років, 16,9 % — особи у віці 65 років та старші. Медіана віку мешканця становила 41,3 року. На 100 осіб жіночої статі у селищі припадало 91,9 чоловіків;  на 100 жінок у віці від 18 років та старших — 86,2 чоловіків також старших 18 років.
Середній дохід на одне домашнє господарство  становив 46 193 долари США (медіана — 48 750), а середній дохід на одну сім'ю — 51 462 долари (медіана — 53 125). За межею бідності перебувало 15,1 % осіб, у тому числі 31,3 % дітей у віці до 18 років та 0,0 % осіб у віці 65 років та старших.
Цивільне працевлаштоване населення становило 36 осіб. Основні галузі зайнятості: роздрібна торгівля — 25,0 %, освіта, охорона здоров'я та соціальна допомога — 19,4 %, виробництво — 13,9 %, сільське господарство, лісництво, риболовля — 13,9 %.